# Juan Múgica y Osorio
Juan Múgica y Osorio (1810-1875) fue un industrial y comerciante de relieve en la Puebla de principios del siglo XIX y elegido gobernador de ese Estado en 1851. Posteriormente nombrado presidente de la República por el Congreso de 1853, cargo que no aceptó. Fue Ministro de Fomento en el gobierno del Presidente Santa Anna. La cabecera municipal de Atlixco lleva su nombre.

## Esbozo biográfico
Su padre fue el capitán Gregorio Múgica y Osorio, representante de los comerciantes de Puebla junto con Patricio Fúrlong. Gregorio Múgica llegó a ser miembro del Tribunal Nacional del Consulado. Juan Múgica, como su padre, se dedicó a la industria y al comercio y figuraba entre los más reconocidos de la época, como Luis de Haro y Tamaríz, Cosme Fúrlong y Juan Tamborrell; fue agente del Banco de Avío en 1839. En 1846 adquirió el Molino del Carmen. 
Múgica y Osorio apareció en el escenario político cuando la invasión de los Estados Unidos. A principios de 1848 cuando Puebla estaba ocupada por los norteamericanos, el gobernador José Rafael Isunza, de quien se sospechaba de tener relaciones con el enemigo, pidió licencia el 23 de marzo para luego renunciar. El 14 de abril, el Congreso en el exilio nombró entonces para sucederle a Juan Múgica, que tomó posesión el 1 de mayo, residiendo los poderes en Cholula hasta que los invasores evacuaron a Puebla.
Su primera acción de gobierno fue hacer publicar un periódico oficial llamado El Regulador, cuyo primer número apareció el 5 de mayo de 1848, (estos ejemplares, que abarcan el periodo de gobierno de Múgica y Osorio se encuentran hoy en el Archivo General del Estado). Puso al servicio público sus conocimientos industriales, presidiendo la Junta en esta matéria. 
Al renunciar el presidente Mariano Arista, el 5 de enero de 1853, el Congreso fue disuelto por su sucesor, Juan Bautista Ceballos. Ante esto, los diputados, privados de sus facultades se opusieron a nombrarlo. El 21 de enero, en una de sus sesiones clandestinas y con una probable intervención del senador poblano José María Lafragua, nombraron a Juan Múgica presidente interino, quien bajo esas circunstancias no aceptó el cargo; y no solo no aceptó, sino que dejó el gobierno de Puebla antes del 11 de febrero, sucediéndole el general Cosme Fúrlong.
Cuando subió al poder Santa Anna, siendo recibido en Puebla en camino de Veracruz a la capital, nombró a Múgica Miembro del Consejo del Estado, otorgándole la presidencia de la Sección de Fomento. Aunque sin embargo, al año siguiente, estando gravemente enfermo, el dictador lo desterró por "desafecto" a la Ciudad de México.
Sus negocios sufrieron menoscabos hacia 1855, y tuvo que vender el Molino del Carmen y sus casas de la calle de los Infantes entre 1862 1869, no obstante siguió desempeñando cargos públicos, como en 1867 que era presidente del Congreso local. Murió en 1875, siendo diputado al Congreso de la Unión.
En 1884, el Congreso local lo nombró Benemérito del Estado de Puebla y ordenó construir un sepulcro en el Panteón Municipal, donde se depositaron sus restos; así mismo decretó que la cabecera municipal de Atlixco se le llamara Atlixco de  Múgica y Osorio.
La avenida 7 Poniente y 7 Sur de la ciudad de Puebla llevó el nombre de Calle de Juan Múgica en la antigua nomenclatura de antes de 1917.